# Urban Strike
Urban Strike is een computerspel dat werd uitgegeven door Electronic Arts. Het spel kwam in 1994 uit voor de Sega Mega Drive. Het spel is een helikopter actiespel. De speler moet het opnemen tegen de slechtaardige genie H. R. Malone, die zichzelf heeft uitgeroepen tot cult-leider. Hij heeft met nog onbekende technieken in korte tijd miljoenen volgelingen verzameld. Hij wil met deze rijkdom en macht een superwapen bouwen en de Verenigde Staten overnemen. De speler moet met verschillende gevechtshelikopters zijn plan dwarsbomen. Nieuw in dit computerspel uit deze serie is dat er ook missies te voet gedaan moeten worden.

## Platforms
| Jaar | Platform        |
| ---- | --------------- |
| 1994 | Sega Mega Drive |
| 1995 | Game Gear, SNES |
| 1996 | Game Boy        |

## Ontvangst
| Beoordeeld door        | Platform        | Datum            | Score |
| ---------------------- | --------------- | ---------------- | ----- |
| GamePro (USA)          | Sega Mega Drive | november 1994    | 100%  |
| Game Players           | Sega Mega Drive | oktober 1994     | 92%   |
| Joypad                 | SNES            | oktober 1995     | 85%   |
| The Video Game Critic  | Sega Mega Drive | 21 december 1999 | 83%   |
| Game Players           | Sega Mega Drive | oktober 1994     | 83%   |
| High Score             | Sega Mega Drive | december 1994    | 80%   |
| Super Play Magazine UK | SNES            | januari 1996     | 75%   |
| Sega-16.com            | Sega Mega Drive | 26 oktober 2006  | 70%   |
| Total! (Duitsland)     | Game Boy        | oktober 1996     | 55%   |
| Total! (Duitsland)     | SNES            | januari 1996     | 55%   |